# François Thurot

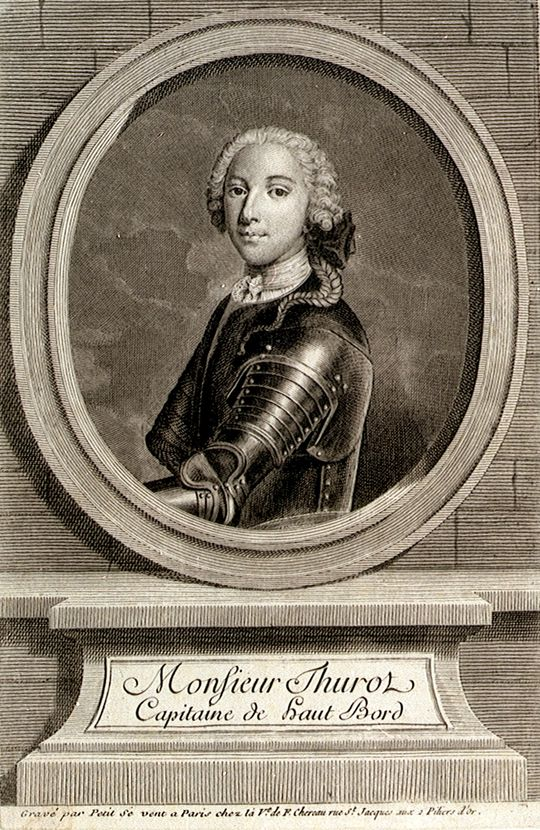
François Thurot på en gravyr av Gilles-Edmé Petit.

François Thurot, född den 21 juni 1727 i Nuits-Saint-Georges i Frankrike, död den 28 februari 1760 i sjöstrid utanför Isle of Man, var en fransk sjökapten och kapare.
Thurot, som genom sin morfar var av delvis irländsk härkomst, opererade framgångsrikt mot brittiska skepp under sjuårskriget och kapade hela 60 fartyg under ett och samma år.
År 1759 skickades Thurot av franska regeringen på en diversionsmanöver mot Irland, där han hade gott rykte hos den katolska befolkningen. Han avseglade i oktober från Dunkerque med en flotta om sex skepp och 2 000 man.
Efter att ha seglat via bland annat Göteborg och Bergen nådde Thurots expedition i januari 1760 inom synhåll från Tory Island, men en planerad landstigning i Donegal hindrades av en storm, efter vilken bara tre av skeppen återstod. Till detta kom akut brist på proviant. Den 21 februari landsteg Thurot med sina återstående 1 000 man i Carrickfergus, där den lilla brittiska garnisonen besegrades. Det stöd mot britterna från den irländska lokalbefolkningen som man hoppats på uteblev dock, och Thurots styrka gick ånyo till sjöss efter bara fem dagar.
I Irländska kanalen upphanns Thurots skepp av en brittisk flottstyrka under John Elliott. Under en strid den 28 februari besegrades Thurots styrka och han själv dödades och kastades i vattnet. Hans kropp spolades i land i Luce Bay vid Wigtonshire. På bekostnad av en lokal adelsman, Sir William Maxwell, begravdes Thurot under fulla hedersbetygelser vid ruinkapellet i Kirkmaiden.
Under sitt uppehåll i Göteborg hade Thurot installerat en svensk sjöofficer, Carl Biörnberg, som överhuvud för en svensk gren av det hemliga sjöfararordenssällskapet Coldinuorden, vilket numera fortlever endast i Sverige och Finland. Medlemmar av den svenska orden lät 1960 sätta upp en minnesplakett över Thurot i Kirkmaiden.